# Orchestra of the Age of Enlightenment

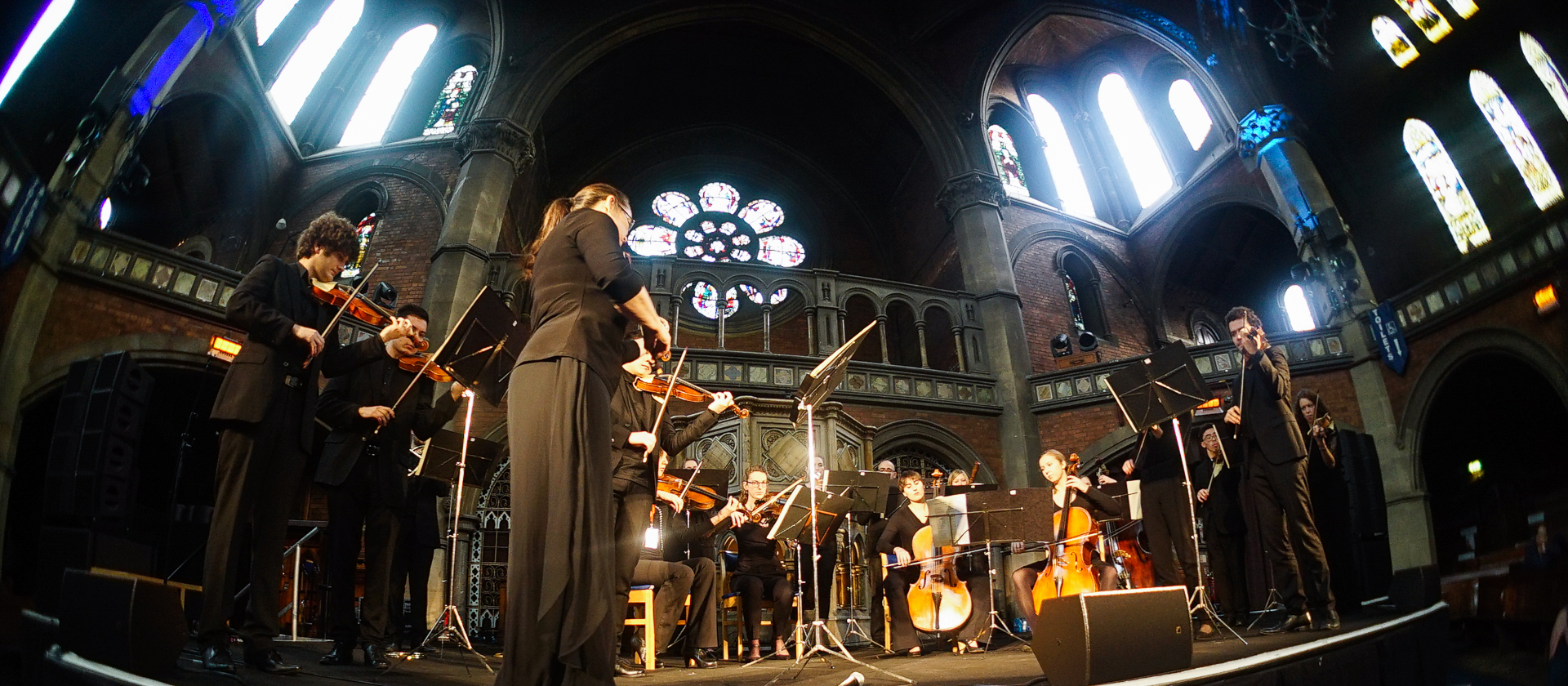

A Orchestra of the Age of Enlightenment (OAE), em português Orquestra da Era do Iluminismo ou Orquestra do Iluminismo é uma orquestra de instrumentos de época. A OAE é a orquestra residente do Southbank Centre, em Londres, orquestra associada do Festival de Ópera de Glyndebourne e tem sede no Kings Place. A liderança alterna entre quatro músicos: Matthew Truscott, Kati Debretzeni, Huw Daniel e Margaret Faultless.
Um grupo de executantes de instrumentos de época formou a OAE como conjunto musical autónomo em 1986, e tomou o nome do período histórico no final do século XVIII em que o núcleo do seu repertório se baseia. A OAE não tem um maestro principal, mas escolhe maestros individualmente. Sem diretor musicla permanente, a flexibilidade que a orquestra tem para trabalhar com os maiores maestros e solistas do mundo atinge uma grande variedade musical. Os seus artistas principais são Simon Rattle, Vladimir Jurowski, Iván Fischer, John Butt, Mark Elder e András Schiff. Roger Norrington e William Christie são maestros eméritos, tal como o foram Frans Brüggen e Charles Mackerras. Outros maestros que trabalharam com a OAE por convite foram Yannick Nézet-Séguin, Edward Gardner, Robin Ticciati, Philippe Herreweghe, Gustav Leonhardt, René Jacobs, Harry Bicket, Christopher Hogwood, Marin Alsop, Sigiswald Kuijken, Ivor Bolton, Monica Huggett, e Bruno Weil.